# Voukoum
Pour l’article homonyme, voir Voukoun pour la localité située au Burkina Faso.
Voukoum est un groupe de musique, un mouvement culturel, carnavalesque et artistique de la Guadeloupe et une association loi de 1901 créé en 1988 travaillant pour la sauvegarde du patrimoine culturel guadeloupéen et pour son renouveau. Le rythme de leur musique est essentiellement le Gwo Siwo de type mas a Nerplat (autre groupe carnavalesque), dont l'instrument principal est le tanbou-ka.

## Histoire
Le Mouvman Kiltirel Voukoum (signifie : chahut, charivari, tumulte, tapage, bruit) a été créé dans les quartiers populaires de Basse-Terre en 1988 par des jeunes en quête de leur patrimoine culturel et ancestrale. Un groupe de personnes, engagées, militants culturels, en est le fondateur.
Ses grands projets sont :
- Carnaval : une recherche sur les masques traditionnels et le retour à la musique ancestrale, « Mizik a mas gro siwo »
- Musique : création de nouveaux instruments de musique d’après le modèle traditionnel ka
- Culture : revalorisation des événements et manifestations traditionnelles

Ce mouvement travaille dans différents domaines :
- Lewoz
- Veilles culturelles
- Konvwa Chaltoune (Retraites aux Flambeaux qui à l'époque de l'esclavage était synonyme de révolte)
- Défilés
- L'exposition de masques traditionnels de Guadeloupe
- Les concerts
- Ateliers de percussion
- Ateliers de confection de masques

En 2007, Charlotte Mola (dit Aksidan), un des piliers du groupe, décède. Elle avait rejoint le groupe dès sa création et était connue pour son talent du Bèlè et du chant spontané et de ses paroles improvisées. Elle avait notamment travaillé sur un des albums du groupe.

## La Scène
Lors des concerts, Voukoum aborde les thèmes liés aux problèmes de la jeunesse et à la vie quotidienne (les joies, les peines).
Lorsqu’en 1988 un groupe de personnes, jeunes pour la plupart à l’époque, avait appelé à un rassemblement au Bas du Bourg (un quartier populaire des Vyé-Nèg) pour se lancer un défi culturel et donner naissance à une autre vision culturelle, nul ne pensait, qu’après 25 ans, Voukoum serait un pan important du paysage culturel gwadloupéyen.
En cette année 2013, c’est la célébration de 25 années de Résistance, de Combat pour faire admettre que nous sommes un jeune peuple fier empreint de Culture et notre filiation ethnologique, sociologique, mystique tant aux Masques Traditionnels de Guadeloupe qu’à la vibration de la Musique Grosiwo et Groka. 
25 ans où Voukoum a imposé un style, « on Larèl, on Lèspri ». 25 ans de « palé, ékri kréyol ». 25 ans de commémoration de nos faits historiques. 25 ans de combat pour la sauvegarde du patrimoine culturel : « Mès é labitid Pèp Gwadloup ». 25 ans pour se chercher, se connaître, se reconnaître, se retrouver et partager avec les peuples de la Caraïbe, d’Europe, d’Afrique et d’Amériques à travers des Associations engagées telles Les Gamins de l’Art-Rue, Créer c’est Résister.[non neutre]
1995 : Carnaval des Vendanges à Bagneux ; 
1996 : Nancy Jazz Pulsation. Enregistrement du 1er CD « ON LAREL ON LESPRI » ; 
1997 : Concert à l’Artchipel, Scène Nationale Guadeloupe. Carnaval de Bordeaux. Festival Groka de Sainte-Anne ; 1998 : Création du « Festival Po-a-K’Brit ». La Villette (Commémoration des 150 ans Abolition de l’Esclavage). Festival de Percussions de la Ville de Sainte-Anne(Guadeloupe). Concert Sainte-Anne (Martinique). Enregistrement du CD « Aksidan épi Voukoum – lokans é Rèpriz » ; 
1999 : 2ème Edition Festival Po-a-K’brit ». Ateliers musique, Mas et animations lors de la tournée des CCAS. Festival des Hautes Garonnes. Festival d’Avignon. Festival Groka Sainte-Anne « Ti-moun » ; 
2000 : 3ème Edition Festival Po-a-K’brit ». Ateliers musique, Mas et animations au CCAS EDF de Soulac. Concert à Le Moule. Biennale du Marronnage de MATOURY (Guyane Française) ; 
2001 : Enregistrement CD VOUKOUM LIVE : « AN LARI-LA ». 4ème Edition FESTIVAL « PO A KA BRIT ». « Veillées Noires » - Acte Poétique autour de BLACK LABEL de  Léon Gontran DAMAS création de Janny JEREMIE , THEATRE DU MERLAN Scène Nationale de MARSEILLE   (Mai – Juin 2001) + Déboulé dans les rues de Marseille pour la commémoration de l’Abolition de l’ESCLAVAGE le 27 MAI 2001. ;
2002 : Mai de Saint-Pierre Martinique (100 ans de l’éruption de la Montagne Pelée). Pèlerinage au Sénégal – Ile de Gorée (juillet-août). Création du "Dékatman Mas" "Fanm Genm 1802 - Femmes de 1802 : les derniers remparts de la Liberté" ;  
2003 : Nancy Jazz Pulsation ;
2004 : 5ème Edition Festival Po-a-K’Brit : Concert des 15 ans de Voukoum. AKSIDAN reçoit son diplôme « Chevalier des Arts et des Lettres » ; 
2005 : 6ème Edition du Festival « Po-a-K’Brit » : Asi Tras Tanbou à l’Artchipel – Scène Nationale Guadeloupe. Création de la Pièce « Rasin Koré » avec le chorégraphe Jean NANGA « MONK » et la participation de la Compagnie « Les Diables par la Queue » et « Tanbou-Bô-Kannal » de la Martinique ;
2006 : Ateliers « Frap é Rézonans »  à la Rochelle, Poitiers, Niort et Angoulême + Festival « Musiques Métisses » Angoulême + Concert au Festival « Gro-ka » de Sainte-Anne Guadeloupe ; 
2007 : Concert et Déboulé Commémoration Abolition Esclavage au Centre Sonis (Abymes   Guadeloupe) le 26 Mai. Concert AJOUPA BOUILLON (Martinique) ; 
2008 : Célébration de l’Anniversaire des 20 ans d’existence de VOUKOUM : 20 Lanné Mas  -  20 ans de Résistance Culturelle. Dékatman-Mas pour présenter les 20 Mas de Voukoum. Martinique : le 21 mai - Convoi pour les Réparations dans le cadre de la Commémoration de l’Abolition de l’Esclavage. Dékatman-Mas à Grand-Bourg de Marie-Galante pour Commémorer les 20 ans le mort du poète Guy TIROLIEN ;
2009 : Implication de VOUKOUM dans le Mouvement LPK (Lyannaj Kont Pwofitasyon) pour dire  non à la profitation et qui a conduit à 44 jours de grève générale en Guadeloupe ;
2011 : Carnaval de Bordeaux ;
2012 : Exposition des « Mas » de Voukoum au Musée Dapper à Paris ; Bokantaj sur les « Jé é Jwé tradisyonèl » avec jeunes de Pointe-à-Pitre.
Combien de regards croisés, d’instants de transe partagés, de paroles et de mots échangés dans ces moments de dons de soi.
Tout ceci en 25ans d’AMOUR.
« A la recherche du sens sacré des éléments culturels épars qui nous restent, nous créons notre propre approche mystique pour comprendre le passé, surprendre le présent, conquérir notre avenir et nous l’approprier à notre façon ».

## Collaboration
Depuis 1996, Voukoum travaille avec l'association Les gamins de l'art rue.
En 2011, Wozan Monza sort son album Rexistans dont une chanson Konba avec MK Voukoum.
En  2012, François Perlier réalise le documentaire Voukoum et reçoit le Prix SACEM du meilleur film documentaire musical.
Voukoum, où elle entrée comme musicienne, est l'objet d'études de Flore Pavy pour sa thèse en anthropologie, primée par la Fondation pour la mémoire de l'esclavage en 2023. En est tiré l'ouvrage « Voukoum, esprits rebelles du carnaval guadeloupéen » publié en 2025 aux éditions de la Maison des sciences de l’homme,.

## Albums
| Titre                 | Année | Label   | ASIN       |
| --------------------- | ----- | ------- | ---------- |
| On larèl, On lèspri   | 1999  | Mélodie | B00004V0ZS |
| An La Ri La           | 2006  | Mélodie | B00005CF7G |
| Aksidan Epi Voukoum   |       | JOAB    |            |
| La gwadloup sé tannou | 2009  | LKP     |            |
| Kwayandiz E Trans'    | 2013  | VOUKOUM | B00D0CSNKO |